# Celeritas-Donar
Celeritas-Donar is een Nederlandse amateur basketbalvereniging uit Groningen. 
De club werd in september 1951 door scholieren opgericht, wedstrijden werden gespeeld in de Korenbeurs. Op 1 juni 1993 fuseerde Celertias met profclub BV Groningen. Celeritas zou voor de jeugdopleiding van de club verzorgen en de club bracht het Eredivisie team onder bij een aparte stichtingen. Later ging BVG compleet los van Celeritas functioneren, alhoewel beide clubs nog wel de naam BvG dragen.

## Erelijst
| Competitie     | Winnaar | Winnaar  | Runner-up | Runner-up |
| Competitie     | Aantal  | Jaren    | Aantal    | Jaren     |
| -------------- | ------- | -------- | --------- | --------- |
| Nationaal      |         |          |           |           |
| NBB-Beker      | 1×      | 1979     |           |           |
| Tweede divisie | 1×      | 2018 (B) |           |           |

## Teams landelijk
- M14-1 - Mannen U14 Eredivisie
- M16-2 - Mannen U16 2e divisie
- M16-1 - Mannen U16 Eredivisie
- M18-1 - Mannen U18 2e divisie
- M20-1 - Mannen U20 2e divisie
- MSE 2 - Mannen Senioren 2e divisie
- MSE 1 - Mannen Senioren 1e divisie
- V16-1 - Vrouwen U16 2e divisie
- V22-1 - Vrouwen U22 2e divisie

## Links
- Officiële website